# Vittorio Morelli di Popolo
Vittorio Morelli dei conti di Popolo dei marchesi di Ticineto (Torino, 11 maggio 1888 – Torino, 1º aprile 1963) è stato un allenatore di calcio e calciatore italiano.

## Carriera

### Club
Proveniente dalle file del F.C. Torinese, militò nel Torino dal 1907 al 1915, contribuendo alla fondazione della società stessa.

### Nazionale
Conta una presenza in Nazionale durante le Olimpiadi del 1912 a Stoccolma, incontro tra l'altro non disputato per intero, perché subentrò nella ripresa al compagno di squadra De Marchi (Finlandia-Italia 3-2).

### Allenatore
È stato allenatore del Torino per diverse stagioni. Dapprima tra il 1924 e il 1925, subentrando a dicembre 1924, tra il 1925 e il 1926 ed infine tra il 1930 e il 1931, nella quale i granata ottennero un settimo posto finale in Serie A.

## Statistiche

### Cronologia presenze e reti in Nazionale
| Cronologia completa delle presenze e delle reti in nazionale ― Italia | Cronologia completa delle presenze e delle reti in nazionale ― Italia | Cronologia completa delle presenze e delle reti in nazionale ― Italia | Cronologia completa delle presenze e delle reti in nazionale ― Italia | Cronologia completa delle presenze e delle reti in nazionale ― Italia | Cronologia completa delle presenze e delle reti in nazionale ― Italia | Cronologia completa delle presenze e delle reti in nazionale ― Italia | Cronologia completa delle presenze e delle reti in nazionale ― Italia |
| Data                                                                  | Città                                                                 | In casa                                                               | Risultato                                                             | Ospiti                                                                | Competizione                                                          | Reti                                                                  | Note                                                                  |
| --------------------------------------------------------------------- | --------------------------------------------------------------------- | --------------------------------------------------------------------- | --------------------------------------------------------------------- | --------------------------------------------------------------------- | --------------------------------------------------------------------- | --------------------------------------------------------------------- | --------------------------------------------------------------------- |
| 29-6-1912                                                             | Stoccolma                                                             | Finlandia                                                             | 3 – 2                                                                 | Italia                                                                | Olimpiadi 1912                                                        | -                                                                     | 46’                                                                   |
| Totale                                                                |                                                                       | Presenze                                                              | 1                                                                     |                                                                       | Reti                                                                  | 0                                                                     |                                                                       |